# 수렴 경계
수렴 경계 또는 수렴형 경계(convergent boundary)는 지구에 존재하는 암판끼리 서로 충돌하는 판의 경계로써 발산형경계의 반의어이다. 해구와 습곡산맥이 수렴형경계에서 생성된다. 대륙판과 대륙판이 충돌하는 습곡산맥은 만들어진 시기에 따라 고기 습곡 산지와 신기 습곡 산지로 나뉘며 지진활동이 활발하며 천발지진이 주로 일어난다. 해구는 해양판과 대륙판이 만나 생성되며 해양판과 해양판이 만나 형성되기도 하고 해양판과 대륙판이 충돌할 때는 대륙판에서 습곡산맥이나 호상열도가 생성되기도 한다. 또한 베니오프대가 있어 해양판이 마찰열로 부분 용융이 되기 때문에 마그마가 되어서 대륙판과 해양판을 뚫고 화산활동을 일으키며 천발지진, 중발지진, 심발지진 모두 일어난다.
|  |  |  |